# Blagoj Veselinov
Blagoj Veselinov (* 27. Februar 1984 in Kočani) ist ein mazedonischer Film- und Theaterschauspieler.

## Leben
Blagoj Veselinov wurde 1984 in Kočani im heutigen Nordmazedonien geboren. Er ist Absolvent der Fakultät für Drama in Skopje, geleitet von Professor Vladimir Milchin, war in mehr als 50 Theaterrollen zu sehen und ist Mitglied des Ensembles des Mazedonischen Nationaltheaters.
Seine erste Filmrolle erhielt er in dem Filmdrama As If I Am Not There von Juanita Wilson. In dem Kriegsdrama Osloboduvanje na Skopje von Danilo Sherbedzija und Rade Sherbedzija aus dem Jahr 2016, in dem Skopje von den Deutschen besetzt wird, spielte er Kosta. In dem Thriller Vsi proti vsem von Andrej Kosak spielte er in einer größeren Rolle Bojan, in Grandfather and Grandson von Piperkoski Ilija, der im Dezember 2019 in die nordmazedonischen Kinos kam, übernahm er eine Nebenrolle.
In der schwarzen Komödie Tajni sastojak (auch Iscelitel), dem Regiedebüt von Gjorce Stavreski und dem nordmazedonischen Beitrag als bester fremdsprachiger Film bei der Oscarverleihung 2019, übernahm er die Hauptrolle von Vele, dessen Krebskranker Vater sich keine teuren Medikamente leisten kann, weshalb er für ihn Marihuana stiehlt und ihm fortan Haschkuchen backt. Bald jedoch wollen auch die Nachbarn das Rezept für den Kuchen. Hiernach erhielt er in dem Science-Fiction-Film M von Vardan Tozija eine Rolle.
Im Rahmen der Berlinale 2019 wurde Veselinov als European Shooting Star ausgezeichnet.

## Filmografie (Auswahl)
- 2010: As If I Am Not There
- 2016: Osloboduvanje na Skopje
- 2017: Shoes (Kurzfilm)
- 2017: Iscelitel
- 2018: The Future is Ours (Kurzfilm)
- 2019: Vsi proti vsem
- 2019: Grandfather and Grandson

## Theaterarbeiten (Auswahl)
- Private Confessions, Mazedonisches Nationaltheater Skopje, Regie Nina Nikolikj
- Who did the shooting on the 21st?, Youth Cultural Center, Regie Nina Nikolikj
- Tongues of Fire, Drama Theatre Skopje, Regie Slobodan Unkovski
- The Rise and the Fall of the Cabaret, Mazedonisches Nationaltheater Skopje, Regie Vladimir Milchin
- Metamorphosen, Fakultät für dramatische Künste Skopje, Regie Aleksandar Popovski
- Betrayal, Cultural Center CK, Regie Nina Nikolikj
- Hangmen, Mazedonisches Nationaltheater Skopje, Regie Javor Gardev[3][5]